# 車慶雲

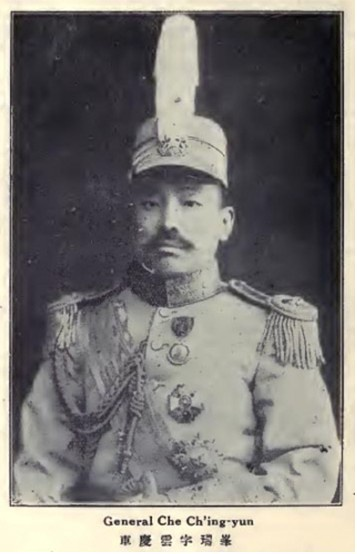

车庆云（1881年—？）字瑞峯，直隶景州人，中华民国军事人物。

## 生平
车庆云生于一个地方望族。幼年接受了系统的中国传统式教育。1895年甲午战争中国惨败，车庆云由此意识到军事对中国的重要性，乃决定投笔从戎。两年后，袁世凯开始小站练兵，由此创建了北洋军。车庆云加入了工程团，并由此掌握了射击及测量知识。1900年毕业时，正值八国联军入侵中国，车庆云奉命就八国联军的情况及活动进行详细报告。《辛丑条约》签订后，除俄国继续占据中国的旅顺口（俄国称“亚瑟港”）及中东铁路外，其他各国均撤军。为了报告俄国人的情况及行动，车庆云作为秘密特工先后三次被清政府派往西伯利亚。车庆云经过阿穆尔河上游，访问了乌拉尔山以东的各重要城市。日俄战争爆发后，车庆云回到中国，为清政府撰写了一本有关俄国军事力量的书。在三年的日俄战争期间，车庆云和鸭绿江畔的俄军在一起，对现代战争有了进一步切身了解。日俄战争结束后，车庆云入保定陆军军官学校学习。毕业后，车庆云继续在军队任职，一直升至陆军第十三混成协第二十五标二营管带，为江苏清江浦的防御总司令。
中华民国成立后，车庆云被大总统袁世凯任命为第十九师37旅旅长，旅部设在江北。任内，他曾奉命剿匪。1912年冬，车庆云获授陆军少将，并被任命为江苏都督的高级参谋。1913年秋，车庆云被任命为南京造币厂厂长，并兼代芜湖镇守使。随后，他加入张勋的部队，担任参谋长，但很快便退职。1918年春，车庆云被任命为黑龙江督军的军事顾问，并任中东铁路警备司令。1919年秋，他转赴黑龙江省省城，出任省警察厅厅长、齐齐哈尔港警察长。1920年，他被召到北京，成为将军府初级成员，并担任直鲁豫巡阅使、两湖巡阅使的军事顾问。1921年秋，车庆云任陕西常备军总司令（意译，原文为Commander-in-Chief of the Emergency Forces of Shensi）、陕西禁烟总局总办。1922年，车庆云被任命为京师宪兵司令。1923年2月2日，获授将军府宪威将军。1924年1月，晋封陆军上将。
1924年，车庆云任京畿警备副司令。